# Слободан Бодулић
Слободан Бодулић (Чачак, 28. марта 1945) српски је вајар, педагог и просветни саветник за ликовно васпитање и ликовну уметност.

## Биографија
На Вишој педагошкој школи у Новом Саду -ликовни одсек дипломирао 1967. године а на Академији за ликовне уметности у Београду - вајарски одсек, класа проф. Мише Поповића и дипломирао 1970. године. На Академији, код истог професора магистрирао 1985. године. Радио је од 1971. као професор у средњим школама у Новом Саду на гимназији Ј. Ј. Змај тада гимназији Павела Шафарика, затим као просветни саветник за ликовно васпитање и ликовну уметност, а сада ради у ПУ „Радосно детињство” као ментор за ликовно васпитање.
1993. године отвара галерију „Хиландар“ у Новом Саду у сарадњи са Браниславом Стојановићем и Наташом Стојановић-Дили. Члан је УЛУС-а и УЛУВ-а од 1972. године.
У својим почетничким годинама Бодулић је гајио апстрактни ликовни израз. Стварао је велике композиције- рељефе у којима је властита композиција материјала налазила свој израз и стварала архитектонске и медитативне површине. Знао је мајсторски користити структуре и текстуру материјала посебно када се ради о дрвету и теракоту и повисити њихове вредности и израз на нову раван визуалне перцепције и тако изражавати њихове нове вредности.
Бодулићу није сматрао апстрактни израз да ствара сасвим реалистичке композиције, пластике и портрете. То је видљиво на новореализованим радовима као што је биста на Јовином гимназију у Новом Саду као и на монументалној скулптури Васе Стајића постављену између зграда Владе и Скупштине АПВ. Таква је и биста Павела Јосефа Шафарика у Кулпину која је рађена на принципу класичне естетике уз дискретну стилизацију.